# Stor-Armsjön
Stor-Armsjön är en sjö i Bjurholms kommun i Ångermanland och ingår i Hörnåns huvudavrinningsområde. Sjön är 16 meter djup, har en yta på 2,94 kvadratkilometer och befinner sig 228 meter över havet. Sjön avvattnas av vattendraget Armsjöbäcken. Vid provfiske har bland annat abborre, gers, gädda och lake fångats i sjön.

## Delavrinningsområde
Stor-Armsjön ingår i det delavrinningsområde (710587-166862) som SMHI kallar för Utloppet av Stor-Armsjön. Medelhöjden är 238 meter över havet och ytan är 14,09 kvadratkilometer. Räknas de 4 avrinningsområdena uppströms in blir den ackumulerade arean 21,77 kvadratkilometer. Armsjöbäcken som avvattnar avrinningsområdet har biflödesordning 2, vilket innebär att vattnet flödar genom totalt 2 vattendrag innan det når havet efter 70 kilometer. Avrinningsområdet består mestadels av skog (56 procent). Avrinningsområdet har 3,03 kvadratkilometer vattenytor vilket ger det en sjöprocent på 21,5 procent.

## Fisk
Vid provfiske har följande fisk fångats i sjön:
- Abborre
- Gärs
- Gädda
- Lake
- Mört
- Siklöja